# ماريا كلارا ماتشادو
ماريا كلارا ماتشادو (بالبرتغالية: Maria Clara Machado‏) هي كاتِبة وكاتبة للأطفال برازيلية، ولدت في 1921 في بيلو هوريزونتي في البرازيل، وتوفيت في 2001 في ريو دي جانيرو في البرازيل.